# Lin Ťing-ťing
Lin Ťing-ťing (čínsky pchin-jinem Lin Jingjing, znaky 林菁菁; * 1970, Šanghaj, Čína) je konceptuální multimediální umělkyně, jejíž tvorba se zabývá především sociálně-politickými tématy. Její umělecká tvorba zahrnuje performance, instalaci, malbu, kombinovaná média, video, zvuk, fotografie.

## Život a tvorba
V roce 1992 absolvovala katedru výtvarného umění na univerzitě ve Fu–ťien a poté pokračovala ve studiu na Ústřední akademii výtvarných umění v Pekingu, které zakončila v roce 1994. V roce 2020 získala magisterský titul ze School of Visual Arts v New Yorku. Lin Ťing-ťing žije a pracuje v Pekingu v Číně a New Yorku v USA.
Zpočátku dávala přednost malbě. Pak ale projevila velký zájem o problematiku soukromí a problémů, kterým jsou jedinci vystavováni v současné společnosti. Své představy o soukromém a veřejném životě se snaží začlenit do svých uměleckých děl. Na mezinárodní úrovni vešla ve známost především svými interdisciplinárními projekty
- Take off (Vzlétnout, 2017) – pojednává o vnitřní nejistotě, potlačovaných úzkostech a ztrátě individuality v současné společnosti. Proměňuje prostor galerie v mezinárodní letiště v imaginárním národě Lidové republiky Země snů. Zkoumá současné a budoucí důsledky letišť a jejich zařízení jako „nemíst“, kde se identita jako nezávislého jedince stává naprosto bezvýznamnou. [1]
- Lov–lov (2018–2019) – zkoumá, jak technologie mění lidské vztahy, přetvářejí naši lidskost a co to znamená být člověkem. Skládá se z několika složek: video se šesti kanály, reklamní kampaň Lov–lov Shop, triptych Bezpodmínečná láska a společnost na zavolání přesahuje hranice romantických partnerů, série Máme řešení, krychlová projekce Nový úsvit pro Ameriku (A New Dawn For America)
- Rose–Rose (Růže–Růže, 2008) – série fotografií zobrazujících květ červené růže, jehož okvětní lístky jsou sešité červenou nití a šesti videí, která ukazují proces šití růží ve zpomaleném záběru. Demonstruje krásu i bolest prostřednictvím masivních subjektivních snímků s vysokým rozlišením. Součástí projektu jsou představení, do kterých jsou zapojeni i diváci.
- ...I ... (Já, 2011) – interaktivní představení, ve kterém účastníci předčítají připravené texty, v nichž je vynecháno slovo ...já...., které je však volně rozmístěno na stránkách knih. Sociálně angažovaný umělecký projekt byl představen v Pekingu (čínská verze, Whitebox Art Center, 2011), Concepción (španělská verze, Chilské národní muzeum výtvarných umění, 2011), Kolíně nad Rýnem (německá verze, Neues Kunstforum, 2012), New Yorku (anglická verze, Residency Unlimited, 2018).
- Promise (Slib, 2012) – série fotografií kombinovanou technikou na plátně. Vybízí k zamyšlení nad paradoxní realitou a virtuální iluzí, kterou všichni zažíváme každý den. Cílem je pochybovat o slibech a jejich vytrvalosti, argumentovat jejich významem v dnešní společnosti a tím, jak musíme všichni prostřednictvím skepticismu nacházet možné v nemožném.
- Nobody know I was there (Nikdo neví, že jsem tam byl, 2011–2015) – Veřejná paměť je panel 88 fotografií zachycující různé okamžiky života, Soukromá paměť – rodinné fotografie z období celého 20. století, CCTV News – série zpravodajských fotografií.

Díla Lin Ťing-ťing byla vystavena ve velkých veřejných muzeích včetně Neues Kunstforum v Kolíně nad Rýnem (Německo), Národním muzeu umění Chile v Santiagu, Long Museum v Šanghaji, Ivam ve Valencii (Španělsko), Kunstraum ve Vídni, Galeria Herold v Brémách, Univerzitní umělecké muzeum Saint Mary v Halifaxu (Kanada), Galerie Leonarda Pearlsteina ve Filadelfii, Muzeum umění Tikanoja ve Vaase (Finsko), Muzeum Nanking, Muzeum umění Kanton, Muzeum moderního umění Du Land (Šanghaj) a Song Muzeum umění Zhuang (Peking) v Číně, hrad Lublaň ve Slovinsku atd. 
Samostatné výstavy (výběr)
- Utopická absurdita–Někde jinde (Elsewhere) - Galerie de Sarthe Hongkong, 2022, soubor smíšených mediálních děl na plátně, diptychů sestávající  z hedvábné nitě, akrylové barvy a pigmentového tisku na plátno. Lin Ťing-ťing se zamýšlí nad způsoby existence ve 21. století a zavádí do obrazu mimozemská vyprávění prostřednictvím forem UFO a vesmírných částic. Dramatický odraz společenských, politických a technologických otřesů, které se v současnosti odehrávají po celém světě vlivem pandemie Covidu.[2]
- Můžeš mi věřit (You Can Trust Me) San Jose Institute of Contemporary Art, San José, USA 2020
- Zítřek byl úžasný (Tomorrow Was Wonderful) De Sarthe Gallery, Peking, Čína 2015
- Možné a nemožné (Possible of Impossible) - Neues Kunstforum, Kolín, Ńěmecko 2012
- Růže Růže (Rose Rose) Chile National Art museum plaza Trebol, Concepcion, Chile 2011

- Chci být s tebou navždy (I want to be with you forever) - Song Zhuang Art Museum Peking (2009)

- Dreamlike Flower: Výstava obrazů Lin Ťing-ťing, Muzeum umění Liu Haisu, Šanghaj, Čína 1997

- Výstava olejomaleb Lin Ťing-ťing, CAFA Art Museum, Peking, Čína 1996